# Культура тканей
Культу́ра тка́ней — способ искусственного вегетативного размножения растений, а также способ культивирования in vitro органов или эксплантатов ткани животных.
В случае растений на питательную среду помещается немного клеток образовательной ткани. Клетки начинают делиться, и вскоре молодое растение можно высаживать в грунт. По сути дела это клонирование. Так можно разводить однолетники, а также ценные Орхидные.
В случае животных тканей на питательную среду помещается эксплантат ткани животных или цельный эмбрион.